# Bolezen modrikastega jezika
Bolezen modrikastega jezika (BT) je nalezljiva bolezen, za katero obolevajo predvsem ovce in govedo, pa tudi drugi domači in divji parkljarji. Povzroča jo virus modrikastega jezika iz družine Reoviridae, katerega prenašajo krvosesne mušice. Bolezen je razširjena  po velikem delu sveta, praktično na skoraj vseh celinah. Po merilih Svetovne organizacije za zdravje živali (OIE) se bolezen uvršča v skupino bolezni, ki povzročajo veliko gospodarsko škodo (izguba produktivnosti zaradi povečane smrtnosti in abortusov, zmanjšanje plodnosti, zmanjšane količine mleka in volne) in se med dovzetnimi gostitelji hitro širi. Obvezno testiranje živali in izgube na tujih trgih pomenijo veliko gospodarsko breme.

## Epidemiologija
Bolezen je razširjena v Afriki, Aziji, obeh Amerikah, Avstraliji ter v mediteranskem delu Evrope, počasi pa se širi tudi v ostale predele Evrope. Avgusta leta 2006 so odkrili okužene ovce in goveda na Nizozemskem, v Belgiji, Nemčiji, Franciji in Luksemburgu, leto zatem so potrdili prve primere okužb tudi na Češkem in Danskem ter v Združenem kraljestvu in Švici, jeseni leta 2008 na južnih delih Švedske in februarja 2009 tudi na Norveškem. Novembra 2015 je analiza potrdila okužbo dveh krav v Sloveniji s serotipom 4, zaradi česar je Uprava RS za varno hrano, veterinarstvo in varstvo rastlin določila območja z omejitvami premikov živali, ki zajemajo Celje, Maribor, Mursko Soboto in Ptuj. Serotip 4 se je sicer razširil iz Grčije in preko Romunije ter Bolgarije na Madžarsko, Hrvaško ter ostale države zahodnega dela Balkana. V Italiji se soočajo s serotipom 1, v državah severnega in zahodnega dela Evrope pa so se soočali s serotipom 8; odkar so omenjene države uvedle program cepljenje leta 2008, so bila območja z omejitvami ukinjena. Na južnem delu Evrope območja z omejitvami še vedno veljajo.

## Virologija in razvojni krog
Bolezen povzroča virus bolezni modrikastega jezika, ki spada v družino Reoviridae, natančneje v rod Orbivirus. Njegov dedni zapis je shranjen v obliki dvojnovijačne RNA, zato ga uvrščamo v skupino viruse RNK. Njegov genetski material sestavlja 10 segmentov, ki kodirajo 7 strukturnih beljakovin (VP1 do VP7) in  4 nestrukturne beljakovine (NS1 do NS4).
Je okrogle oblike in v premeru meri od 65–80 nm. Trenutno je znanih 28 serotipov virusa. Virus je pri sobni temperaturi obstojen, dokaj odporen je tudi na ultravijolično (UV) svetlobo, eter in kloroform, uničijo pa ga razkužila na osnovi kislin, baz, natrijevega hipoklorida (NaClO) in jodovih spojin.
Prenašalec bolezni oz. vektor so krvosesne mušice iz rodu Culicoides. Mušice pridejo v stik z virusom med sesanjem krvi okuženih živali, ki se nato razmnožuje v njihovih žlezah slinavkah; virus se sicer ne prenaša vertikalno, tj. na jajčeca. Mušice širijo virus na zdrave živali s sesanjem krvi, saj pri tem spustijo nekaj sline v ranico zaradi preprečevanja strjevanja krvi. Okužene mušice sicer propadejo zaradi starosti in vremenskih razmer (predvsem mrzla zima, suša in vročina), rezervoar virusa pa so tako okuženi parkljarji. Najugodnejši pogoji za razvoj odraslih mušic so vlažne in zmerno tople razmere, k čemer prispeva tudi intenzivno kmetijstvo s pašništvom in namakanjem; jajčeca so odpornejša in prenesejo temperature tudi do –30 °C. Mušice se običajno zadržujejo v bližini živali, npr. v grmovju ob pašnikih in ob stajah. V oddaljene kraje jih lahko zanese veter, pa tudi potniški promet, tj. kot »slepi potniki« na živalih in prtljagi.
Virus se lahko prenaša tudi po drugih poteh, ki so bile nedavno dokumentirane. Horizontalni prenos, kjer je prenos virusa verjetno posledica bližine živali in skupnega uživanja hrane in vode. Afiniteta virusa do eritrocitov omogoča mehanski prenos z uporabo okuženih igel. Dokazan je bil tudi prenos virusa s semenom okuženih prežvekovalcev. Nekateri sevi virusa modrikastega jezika pa se prenašajo vertikalno z matere na plod.

## Razvoj bolezni in klinična slika
Virus se razmnožuje v bezgavkah in celicah endotelija, tj. notranje plasti žil. Posledično se tvorijo krvni strdki (trombi), ki zamašijo žile in povzročijo krvavitve. Virus se širi s krvjo po celotnem telesu in okuži bele krvničke (predvsem makrofage in limfocite), celice entodelija ter celice v kostnem mozgu. Pri brejih samicah virus prehaja tudi v posteljico (placento) in okuži plod ter povzroči razvojne nepravilnosti.
Klinična slika se razlikuje med vrstami in pasmami živali, v nekaterih primerih se bolezen klinično ne izrazi (tj. latentna okužba). Pri ovcah se kaže kot vročina, splošno slabo stanje, dehidracija ter hujšanje, pordelost in razjede na smrčku, ustnicah in sluznicah, pikčaste krvavitve na že opisanih mestih ter na očesni veznici (pordelost se širi pozneje tudi na pazduhe in zadnje mednožje), solzenje, vnetje kože, ki se kaže z odpadanjem volne, simptomi bolečine (npr. pogosto namakanje smrčka v vodo, neprestano žvečenje, oteženo hranjenje), otekline obraza, vek, ušes in jezika, ki postane zaradi zastajanja krvi pomodrel in moli iz gobca, vodeni izcedek iz nosu, ki sčasoma postane gnojen, ter otežena hoja; smrtnost je do 30 %, nastopi v roku enega tedna. Pri govedu je slika podobna, vendar se pojavlja nekoliko redkeje in je manj očitna. Pri kozah je klinična slika neznačilna in redko očitna.

## Diagnoza in preventiva
Diagnostika bolezni temelji na entomoloških preiskavah mušic ter laboratorijskih preiskavah krvi, tj. seroloških preiskavah (dokazovanje protiteles) ter neposrednem prepoznavanju virusa in njegovega seva z metodo verižne reakcije s polimerazo (PCR).
Učinkovitega zdravila za bolezen ni. Za izkoreninjenje virusa ali omejitev njegovega širjenja je mogoče izvesti nekatere nadzorne ukrepe. Ti ukrepi vključujejo predvsem cepljenje črede in nadzor premikov živali. Cepljenje je najučinkovitejša metoda proti virusu modrega jezika in velja za najboljšo možnost za: (1) zmanjšanje klinične bolezni in izgub, (2) nadzor širjenja bolezni in zaščito ozemelj brez virusa in sosednjih držav ter (3) omogočanje varne trgovine z živimi živalmi. Cepljenje lahko nadzoruje izbruhe, vendar obstaja vsaj 28 različnih serotipov virusa. To otežuje nadzor bolezni, saj je za zaščito v regijah, kjer kroži več serotipov, potrebnih več cepiv. Na tržišču so trenutno na voljo cepiva proti serotipom 2, 4 in 8.
Indijski strokovnjaki razvijajo petvalentno cepivo.